# Transfeminicídio
Transfeminicídio, travesticídio ou transfemicídio é o termo designado para assassinato de travestis e mulheres transexuais.
O termo transfeminicídio foi criado pela socióloga Berenice Bento a partir do termo feminicídio, tendo como vista que pessoas gays com performances femininas estão mais sujeitas a serem alvos de algum tipo de ataque que os gays não femininos.[carece de fontes?]

## Número de pessoas trans no Brasil
O Brasil soma mais de 4 milhões de pessoas trans e não binárias, segundo estudo da Unesp. São mais ou menos 1,9% da população brasileira, pessoas identificadas como transgênero são 0,69% e pessoas não binárias são 1,19%.

### Saúde
Em 2019, após a 72ª Assembleia Mundial da Saúde, em Genebra, a transexualidade deixou de ser considerada problema de saúde oficialmente pela Organização Mundial da Saúde (OMS) no Brasil. Foram 28 anos que a transexualidade foi colada na Classificação Estatística Internacional de Doenças e Problemas de Saúde (CID) como se transexualidade se tratasse de um transtorno mental. A CID é atualizada pela OMS, trata-se de um cadastro com código para pessoas enfermas, lesões e problemas de saúde.

## Casos de transfeminicídios
Em 2019, o Brasil encontra-se em 13ª décima terceira vez consecutiva como o país que mais mata pessoas trans, mesmo a transfobia sendo crime no país. O número de assassinatos contra pessoas trans continua sendo maior desde 2008, segundo relatório da Transgender Europe (TGEU). 70% dos casos registrados de assassinatos contra pessoas trans ocorrem na América do Sul e América Central, e 33% desse caso ocorre no Brasil. Entre outubro de 2020 e setembro de 2021, foram registrados 375 assassinatos no mundo, representando 7% no ano anterior, no Brasil teve 125 mortes. No ano de 2020, a Articulação Nacional de Travestis e Transexuais registrou 175 transfeminicídios e fez um mapeamento de 80 no primeiro semestre de 2021. Em 2022, foram 131 pessoas mortas, segundo o Dossiê Assassinatos e Violências Contra Travestis e Transexuais Brasileiras, feita pela Articulação Nacional de Travestis e Transexuais (ANTRA). O Brasil entra no 14º ano consecutivo como o país que mais mata pessoas trans.